# WEVD

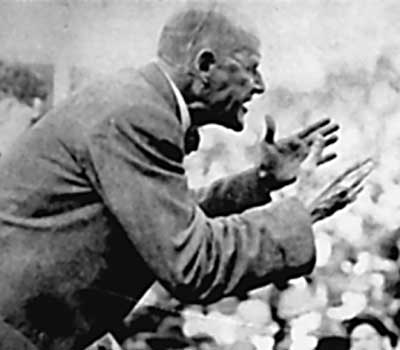
E. Victor Debs, dont le nom a inspiré le WEVD, 1918

WEVD (Woodhaven Emitting Victor Debs) est une ancienne station de radio américaine diffusant ses programmes en ondes moyennes sur New York. Lancée en 1927 par le Parti socialiste d'Amérique et nommée d’après le syndicaliste Eugene Victor Debs, elle a pour but de propager les idées socialistes. 
Les opérations de la station sont confiées à partir de 1932 au groupe responsable du Jewish Daily Forward, qui lance la chronique The Forward Hour, diffusée les dimanches à 11 heures du matin, et qualifiée par un historien de la radio de « plus célèbre programme radiophonique yiddishophone de tous les temps ».